# John Parisella
John Parisella est un homme d'affaires, un chroniqueur politique et un homme politique québécois.

## Biographie
Parisella est diplômé en sciences politiques à l'Université Concordia et à l'Université McGill.
Il a été le directeur général du Parti libéral du Québec pendant les années 1980 et il a occupé les fonctions de chef de cabinet adjoint des premiers ministres Robert Bourassa et Daniel Johnson (fils). Il a aussi travaillé dans l'enseignement.
Agissant à titre de consultant pour des grandes entreprises canadiennes, il écrit des chroniques politiques dans les journaux du Canada, comme La Presse et le Maclean's. Il est le conjoint de la journaliste Esther Bégin.
Le 30 septembre 2009, il est nommé par le gouvernement de Jean Charest comme délégué général du Québec à New York. Il est remplacé par André Boisclair le 8 novembre 2012.
Il a reçu l’Ordre du Québec en juin 2016 et l’Ordre du Canada en août 2017.